# Pokémon: The Rise of Darkrai
Pokémon: The Rise of Darkrai, originalmente lançado no Japão como Pocket Monsters Diamond & Pearl the Movie: Dialga vs. Palkia vs. Darkrai (劇場版ポケットモンスター ダイヤモンド&パール ディアルガVSパルキアVSダークライ, Gekijōban Poketto Monsutā Daiyamondo Pāru Diaruga tai Parukia tai Dākurai) é o décimo filme de animação da franquia Pokémon. Foi lançado nos cinemas japoneses em 14 de julho de 2007.

## História
Dialga e Palkia dispertam e se encontram numa fenda entre o espaço e tempo. Lá eles começam uma batalha, mas Palkia ferido foge de Dialga. E Ash e seus amigos sentem um vento estranho causado por esses dois deuses. Em Alamos eles conhecem Alice que os guia pela cidade e Alberto um barão que culpa Darkrai por tudo e Tonio um cientista local. Ash e seus amigos vêm Darkrai um Pokémon que causa pesadelos. Ele é atacado e faz Ash ter pesadelos mostrando uma imagem. Ele acorda no centro Pokémon. Logo após Palkia luta com Dialga e tenta fugir dele indo para alamos onde tenta se recuperar. Darkrai tenta impedir Palkia, mas a cidade e levada a outra dimensão por Palkia. Eis que Dialga aparece e os tres começam uma luta que começa a destruir a cidade. Dialga e Palkia vão dar um ataque que destruia Alamos Town e Darkrai cria uma esfera que se mistura aos ataques. A esfera some e Dialga e Palkia derrotam Darkrai que some em uma nuvem de pó. Na torre Tempo-Espaço Ash e Dawn ativam a maquina que começa a tocar uma canção chamada oracion,essa canção foi ensinada a Alice por sua vó, quando Dialga e Palkia escutam a canção se acalmão e percebem que sua luta e errada.Então Dialga e Palkia retornam a cidade para sua verdadeira posição. Numa pequena cena depois do fime Ash,Dawn,Brock,Alice e Tonio conversam sobre Darkrai, Ate verem uma sombra na parede de uma montanha, ao olharem pra torre tempo-espaço, veem Darkai Parado ali, Ash fica feliz ao ver Darkrai e o filme entra em créditos finais.